# Collège communautaire du comté de Wharton
Le collège communautaire du comté de Wharton (anglais : Wharthon County Junior College) est un établissement d'enseignement supérieur situé principalement à Wharton au Texas. D'autres éléments du campus se situent sur les communes de Richmond, Sugar Land et Bay City.

## Caractéristiques
WCJC propose une gamme de programmes éducatifs postsecondaires et de services, comprenant des diplômes universitaires associés, des certificats et des cours en formation continue.
Le représentant d'État Phil Stephenson siège au conseil d'administration du WCJC de 1997 à 2012, date à laquelle il est élu pour la première fois à la législature du district 85 couvrant les comtés de Fort Bend, Wharton et Jackson.
Selon la définition de la législature du Texas, la zone de service officielle du WCJC est la suivante :
- tout le comté de Wharton,
- le territoire des districts des écoles de Kendleton, Lamar et Needville et le territoires de la zone incorporée et de la juridiction extraterritoriale de Sugar Land dans le comté de Ford Bend,
- le territoire de l'école de Wallis-Orchard dans le comté d'Austin,
- le territoire des districts des écoles de Columbus, Rice Consolidated et Weimar dans le comté de Colorado,
- le territoire de l'école de Ganado dans le comté de Jackson,
- le territoire des écoles de Bay City, Boling, Matagorda, Palacios, Tidehaven et Van Vleck dans le comté de Matagorda.